# Antônia (futebolista)
Antonia Ronnycleide da Costa Silva (Riacho de Santana, 26 de abril de 1994), mais conhecida como Antonia Silva ou simplesmente Antonia, é uma futebolista profissional brasileira que joga como lateral-direita e zagueira. Atualmente defende o Real Madrid e a Seleção Brasileira.
Com a convocação para Copa do Mundo de 2023, Antonia se tornou a quarta atleta do Rio Grande do Norte a disputa a competição, sendo a segunda potiguar chamada para o Mundial, ao lado de Suzana, que disputou a Copa de 1999 nos Estados Unidos.

## Carreira

### Início
Iniciou sua carreira jogando futsal pelo ABC. Pela equipe, foi bicampeã invicta do futsal feminino, em 2007 e 2008. Sem conseguir espaço no futebol de campo pois não havia modalidade feminina no estado, Antonia mudou-se para São Paulo em 2010, para morar com a mãe e tentar a carreira como jogadora.
O seu primeiro time profissional de futsal em São Paulo foi a Portuguesa Tiger, time de futsal da Portuguesa com outros parceiros.
Foi apenas  em 2016 que a jogadora conseguiu assinar seu primeiro contrato com a Ponte Preta. Ainda em 2017, Antônia acerta com o Corinthians Audax, uma parceria entre o Corinthians e Grêmio Audax. Em 2018 jogou pelo Iranduba. Atuou também pelo São Paulo em 2019, clube ao qual teve mais destaque e a projetou ao futebol internacional. Rapidamente fechou com o Madrid CFF.

### Madrid CFF
Chegou ao Madrid CFF da Espanha no final de 2019 e atuou pelo clube até 2022, quando acertou sua transferência para o Levante. Em 2022, ela chegou ao Levante e ajudou o time a ficar em terceiro na liga, atrás apenas de Barcelona e Real Madrid, posição que rendeu classificação a Liga dos Campeões da próxima temporada.

### Levante
Em 2022, fechou com Levante também do futebol espanhol, clube ao qual vestiu inicialmente o camisa 5 e posteriormente assumiu a 2 da equipe de Valência. Após duas temporadas, Antonia se despediu da equipe espanhola no dia 20 de junho de 2024. 
| “ | Só posso agradecer a todos que passei aqui, a cada torcedor, à comissão técnica, a cada companheiro ao longo dos anos e a cada uma das muitas pessoas que vivem e trabalham no clube todos os dias. Foi um prazer e uma honra! | ” |

No total, foram 47 jogos disputados com a camisa do Levante com um gol marcados e três assistências distribuídas.

### Real Madrid
Em julho de 2024 após deixar o Levante, Antonia foi anunciada oficialmente como reforço do Real Madrid para a próxima temporada. A lateral brasileira vestirá a camisa 5 da equipe espanhola.

## Seleção Brasileira
Sua primeira convocação foi em 2017, porém não chegou a atuar, Antônia foi convocada novamente para o Torneio da França de 2020, realizando suas primeiras partidas pela Seleção Brasileira. No dia 6 de junho de 2022, a técnica Pia Sundhage convocou a defensora para a disputa da Copa América disputada na Colômbia, que a amarelinha conquistou a competição pela 8ª vez na história.
Após a conquista do título, o primeiro de Antonia com a camisa da Seleção Brasileira, a potiguar foi recepcionada com festa em sua cidade, Riacho de Santana.
Antonia foi uma das 23 atletas convocadas pela técnica Pia Sundhage para a disputar a Copa do Mundo de 2023 pela Seleção Brasileira na França.
| “ | São anos de batalhas, de lutas, histórias, sonhos e finalmente chegou o dia da concretização! Obrigada, Deus, toda honra e toda glória será sempre tua. Obrigada também a toda minha família, amigos, companheiras, ex companheiras e todas as pessoas que de alguma forma fizeram parte do meu sonho e meu crescimento, esse momento também é de vocês! | ” |

No dia 6 de março de 2024, Antonia marcou o seu primeiro gol com a camisa canarinho, em jogo válido pela semi final da Copa Ouro, contra o México. No mesmo ano, foi convocada pelo técnico Arthur Elias para compor o grupo da Seleção Brasileira na disputa dos Jogos Olímpicos de Paris. Durante a disputa da competição, a lateral sofreu uma fratura na fíbula na fase de grupos que lhe tirou do restante da competição, onde acabaria conquistando a medalha de prata.

## Títulos
Corinthians
- Copa Libertadores da América: 2017

Seleção Brasileira
- Copa América: 2022

### Campanhas de destaque
Seleção Brasileira
- Jogos Olímpicos - Prata (2024)